# Hemiancistrus annectens
Hemiancistrus annectens és una espècie de peix de la família dels loricàrids i de l'ordre dels siluriformes.

## Morfologia
Els mascles poden assolir els 28 cm de longitud total.

## Distribució geogràfica
Es troba a Sud-amèrica: nord-oest de l'Equador i sud-oest de Colòmbia.